# Kościół św. Franciszka Ksawerego w Rzymie-Garbatelli
Kościół św. Franciszka Ksawerego w Rzymie-Garbatelli (wł. Chiesa di San Francesco Saverio alla Garbatella) – rzymskokatolicki kościół tytularny w Rzymie.
Świątynia ta jest kościołem parafialnym oraz od 2001 roku kościołem tytularnym, ustanowionym przez papieża Jana Pawła II.

## Lokalizacja
Kościół znajduje się w X dzielnicy Rzymu – Ostiense (Q X) przy Via Daniele Comboni 4.

## Patron
Patronem świątyni jest św. Franciszek Ksawery – pochodzący z Nawarry jezuita i misjonarz, żyjący w latach 1506-1552.

## Historia
Kościół św. Franciszka Ksawerego na Garbatelli, wzniesiony według projektu Alberta Calzy Biniego, papież Pius XI uczynił na mocy bulli Quod omnes sacrorum z 1933 roku siedzibą parafii. Kościół został konsekrowany 24 maja 1939 roku.
Parafia była pierwszą w Rzymie, którą po swoim wyborze na papieża odwiedził 3 grudnia 1978 roku Jan Paweł II. W czasie wizyty papież wspomniał swoją pomoc w posłudze duszpasterskiej w kościele na Garbatelli w czasie studiów rzymskich w latach 1946-1948.
W latach 2001–2005 świątynia była diakonią kardynalską prałata Leo Scheffczyka, zaś od 2006 jest kościołem tytularnym słoweńskiego kardynała Franca Rodé CM, emerytowanego prefekta Kongregacji ds. Instytutów Życia Konsekrowanego i Stowarzyszeń Życia Apostolskiego.

## Architektura i sztuka
W fasadzie świątyni przeplatają się elementy z cegły i trawertynu. Ponad portalem i fryzem z trawertynu znajduje się, wpisane w lunetę, duże okno. Na górze w tympanonie umieszczono herb Piusa XI.

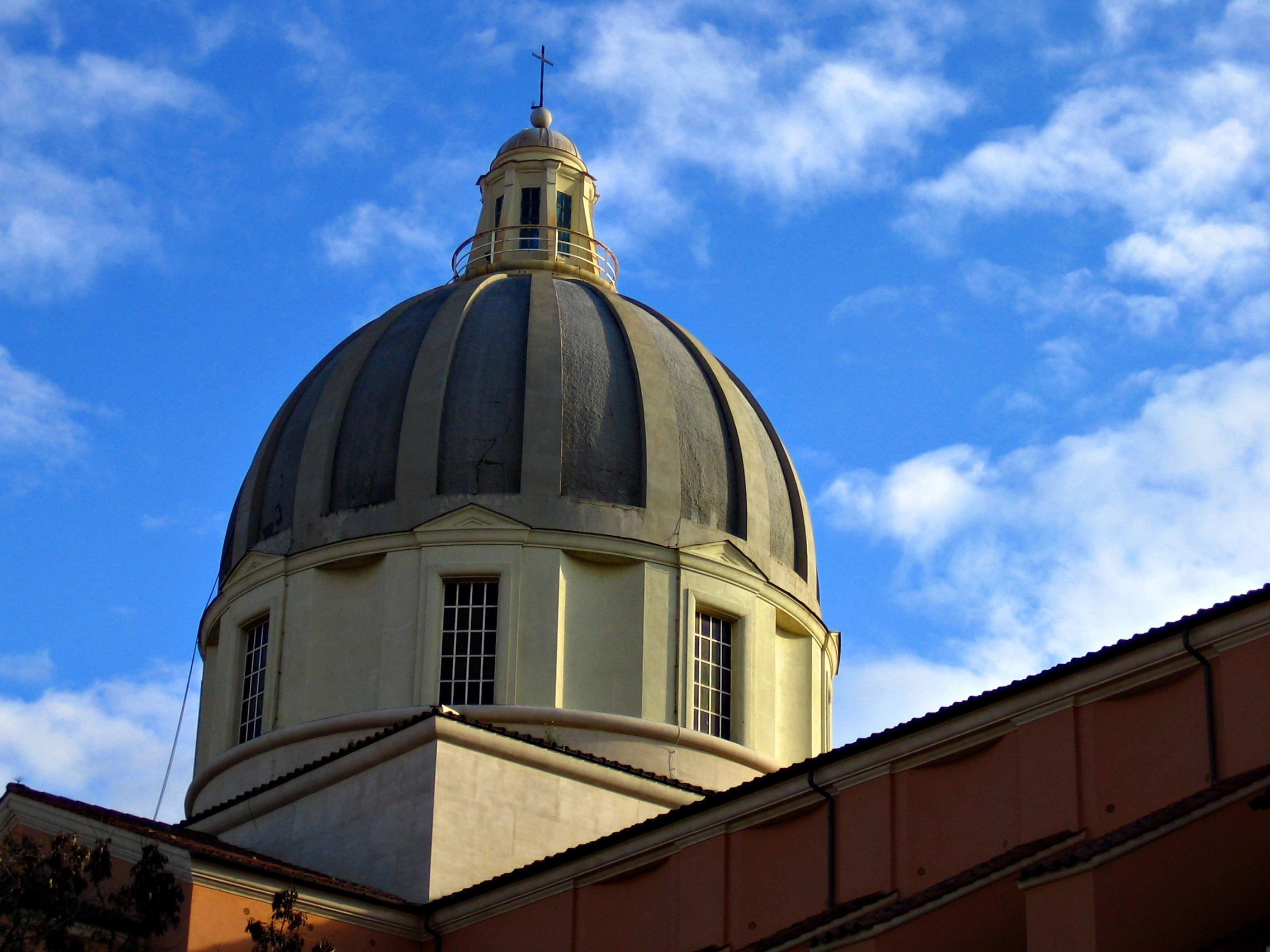
Kopuła

Kościół zbudowano na planie krzyża łacińskiego, ma on trzy nawy, oddzielone rzędami kolumn ze zwieńczeniami w porządku jońskim oraz transept, półkolistą apsydę i kopułę.
W absydzie za głównym ołtarzem znajduje się obraz przedstawiający nauczającego patrona świątyni św. Franciszka Ksawerego. W obu końcach transeptu znajdują się kaplice boczne, w których ołtarzach umieszczono obrazy Madonna del Divino Amore oraz Chrystus w chwale z aniołami. Przy wejściu znajdują się rzeźby w brązie: Ukrzyżowanie i Matka Boża.

## Kardynałowie diakoni
Kościół św. Franciszka Ksawerego w Rzymie-Garbatelli jest jednym z kościołów tytularnych nadawanych kardynałom-diakonom (Titulus Sancti Francisci Xavier in Garbatella). Tytuł ten został ustanowiony 21 lutego 2001 roku przez Jana Pawła II.
- Leo Scheffczyk (2001-2005)
- Franc Rodé CM (2006-2016), tytuł prezbiterialny pro hac vice (2016-nadal)